# Modern Future Football Club
Maillots
Actualités
Le Modern Future Football Club, plus couramment abrégé en Modern Future FC, est un club égyptien de football fondé en 2011 et basé au Caire, la capitale du pays.
Le club évolue actuellement en première division.

## Histoire
Le club est fondé en 2011 et appartenait à la branche égyptienne de Coca-Cola, il évoluait sous le nom Coca-Cola FC. En 2021, le club est promu en première division en terminant premier de son groupe.
Le 2 septembre 2021, la société Future Company for Sports Investments rachète le club et le renomme Future FC. Il devient alors affilié au Parti du futur de la nation, bien que les deux entités se soient défendues de tout lien entre elles, concédant toutefois que plusieurs cadres dirigeants du club nouvellement acquis sont effectivement membres de la formation politique réputée proche du président égyptien Abdel Fattah al-Sissi,.
Ce rachat s'accompagne d'une injection de fonds considérable, ce qui permet au club d'afficher ses ambitions en recrutant pas moins de 27 joueurs durant le mercato estival 2021,,, plus que tout autre équipe du championnat. Ainsi, lors de sa première saison dans l'élite, le Future FC termine à la cinquième place du classement et décroche une qualification pour la Coupe de la confédération du fait qu'il était classé quatrième à la fin de la phase aller, étant donné que le championnat d'Égypte ne s'achève qu'après la date limite pour l'inscription aux compétitions continentales.
En 2022, il remporte la première édition de la Coupe de la Ligue.
Au terme de la saison sportive 2022-2023, le Future FC est en proie à une grave crise financière, accumulant des dettes relatives aux indemnités de transfert envers plusieurs clubs égyptiens, ainsi que des arriérés de salaires envers ses propres joueurs,. Dans ce contexte, en août 2023, le club est racheté par l'homme d'affaires Walid Deabes, un membre de son conseil d'administration. Ce dernier rebaptise le club Modern Future FC,, du nom de son consortium Modern Group.

## Identité du club

### Logos

Historique des logos du club
Coca-Cola FC (2011-2021)
Future FC (2021-2023)
Modern Future FC (depuis 2023)